# George Timiș
George Timiș (n. 13 noiembrie 1968, Buzău, România) este un fost jucător român de fotbal care a activat pe postul de atacant, cu prezențe în Liga I și în cupele europene la echipele FC Gloria Buzău, Dinamo București, Flacăra Moreni și FC Argeș.
Și-a început cariera la FC Gloria Buzău, debutând în Divizia A într-un meci contra Chimiei Râmnicu Vâlcea. În timpul prezenței Gloriei pe prima scenă, Timiș a fost remarcat de cluburile mari, pe atunci organizate și susținute de departamente ale statului. Astfel, după retrogradarea Gloriei, Steaua l-a ademenit cu posibilitatea admiterii la studii universitare. În cele din urmă el a semnat însă cu Victoria București, care i-a oferit gradul de locotenent în Miliție; în cele din urmă, a fost adus la Dinamo, principalul club al Ministerului de Interne. La Dinamo, și-a făcut cu greu loc, echipa având numeroși jucători valoroși, ca Mateuț, Sabău, Orac, Cămătaru și Răducioiu. La Dinamo, Timiș a jucat și primul său meci în cupele europene, în Cupa Cupelor cu KV Mechelen, când a intrat în locul lui Costel Orac în minutul 61. Neimpunându-se ca titular, s-a transferat, ca și alți tineri de la Dinamo, la Flacăra Moreni, un alt satelit al lui Dinamo, promovat cu susținerea ramurii Ministerului comunist de Interne. Cu Flacăra a jucat al doilea și ultimul său meci de cupă europeană, în Cupa UEFA, în deplasare contra celor de la FC Porto, intrat în minutul 78 în locul lui Văidean.
În 1990, după căderea regimului comunist, ceea ce a dus la pierderea susținerii autorităților de către Flacăra Moreni, Timiș a revenit la Gloria Buzău care juca în Divizia B. După un sezon bun, în care în retur echipa a fost neînvinsă, a ratat promovarea la limită, în ultimul meci, în favoarea echipei Progresul Brăila. La acea dată, Timiș a dat probe la FC Lausanne-Sport și Bursaspor, dar Gloria a refuzat ofertele. În cele din urmă, Timiș a ajuns în Tunisia. Reîntors la Gloria, a petrecut încă 3 ani acolo, unde echipa sa se clasa pe locurile fruntașe în Liga a II-a. În 1996, s-a perfectat transferul său în prima ligă, la FC Argeș, club care, pe lângă o sumă de bani, a oferit Gloriei și un autovehicul marca Dacia. De la FC Argeș, a fost adus de Ilie Balaci la Al-Hilal la începutul lui 1998, dar a jucat puțin, transferându-se după 3 luni la al-Salmiya⁠(d) în Kuweit.
După încheierea carierei de jucător, a antrenat o echipă din Arabia Saudită, Najran, împreună cu Alexandru Iliuciuc ca antrenor cu portarii. În 2017, a revenit la Buzău ca șef al secției de fotbal a nou-înființatului club SCM Gloria Buzău.
În 2021, a plecat din nou în Arabia Saudită, ca antrenor al lui Ohod Club.